# Teorie sociálního srovnávání
Teorie sociálního srovnání je teorie představená americkým sociálním psychologem Leonem Festingerem roku 1954, která vysvětluje, jakým způsobem jednotlivci upravují své názory na základě srovnání s ostatními.
Člověk se podle teorie sociálního srovnání neustále snaží porovnávat své schopnosti a názory s vnějším světem. V situacích, kdy nemá žádné objektivní měřítko správného chování, srovnává člověk své názory a schopnosti s druhými lidmi. Tehdy se ostatní lidé stávají subjektivním měřítkem, podle kterého člověk sám sebe hodnotí a oceňuje. Porovnává, jestli myslí a cítí stejně jako ostatní, zda je v něčem lepší nebo horší. Získává tak pocit vlastního ocenění a vytváří si díky tomu adekvátní sebepojetí. Taková hodnocení mohou být užitečná především, pokud se jedinec srovnává s lidmi v přibližně stejném postavení.
Sociální srovnávání je jedním z důvodů, proč lidé navazují společenské kontakty. Očekáváme, že druzí mohou mít více informací o tom, co může následovat a jak se s tím vypořádat. Přítomnost druhých také rozptyluje obavy a může odvést pozornost od nepříjemné situace. Teorie sociálního srovnávání pak předpokládá, že díky druhým lidem můžeme porovnat prožitek své vlastní obavy s reakcí jiných na stejnou situaci.
Podle Festingera máme sklon srovnávat se zejména s těmi, s nimiž jsme v blízkém v kontaktu, nebo jsou na podobné sociální úrovni. Tendence srovnávat se s určitou osobou klesá s rostoucími rozdíly v názorech a schopnostech. Lidé, kteří jsou podobní, představují obzvláště dobrý cíl srovnávání a vytváření odpovídajících představ o sobě. Festinger říká, že čím je menší rozdílnost člověka a srovnávací skupiny, tím spíše se člověk bude skupině přizpůsobovat. Z toho vyplývá i tlak ke zpodobnění s referenční skupinou. Trestající chování za odlišnosti je tím silnější, čím větší je podobnost dvou skupin. Například katolíci jsou více kritičtí vůči protestantům než vůči buddhistům, podobně marxisti byli v 50. letech více kritičtí vůči trockistům než vůči katolíkům.
- srovnáváme s lidmi na stejné úrovni, pokud se pokoušíme o sebehodnocení
- směrem nahoru se lidé srovnávají, pokud se pokoušejí o sebezlepšení, většinou jenom o kousek vyšší, aby se jednalo o dosažitelný vzor. Lidé se snaží dokázat, že jsou lepší, a tak srovnávají takovým způsobem, že zdůrazňují podobnosti mezi sebou a srovnávací skupinou.
- srovnávání směrem dolů funguje opačným způsobem. Je to obranná strategie, kdy se srovnáváme se skupinou, která je na tom hůře než my a zdůrazňujeme rozdíly, abychom dokázali, že jsme na tom lépe (self-enhancement). Z tohoto důvodu lidé občas přestupují z vyšších sociálních skupin do nižších – protože chtějí, aby jejich relativní úroveň ve srovnání s ostatními lidmi byla co nejlepší.